# Nelson Freitas
Nelson Apparecida de Freitas Junior (Mogi das Cruzes, 25 de julho de 1962) é um ator, produtor e humorista brasileiro.

## Biografia
Nascido em Mogi das Cruzes na região metropolitana de São Paulo, perdeu o pai ainda jovem e foi enviado para Belo Horizonte pelo seu tio, que era general, para estudar em um colégio militar.
Segundo o próprio Nelson foi um bom período onde ele aprendeu desenvolver importantes valores. Ainda em Minas Gerais começou a se interessar por teatro e música, quando chegou a ganhar festivais importantes de música.
Logo após sair do Colégio Militar ingressou na Marinha Mercante no Rio de Janeiro e ali paralelo buscava se firmar na carreira artística.
Os primeiros passos de Nelson Freitas foram no teatro, sobretudo, em grandes espetáculos musicais.
Após se matricular no curso de teatro da PUC conseguiu se aproximar de Wolf Maia, Cininha de Paula, Flávio Marinho e Jorge Fernando.
Tudo isso bastou para assegurar que Nelson Freitas brilhasse como um ator reconhecido. Após diversas participações em novelas, o primeiro trabalho de destaque na televisão que Nelson Freitas ganhou foi na novela Chiquititas gravada na Argentina onde permaneceu por quase dois anos.
De 2001 a 2015, Nelson ganhou notoriedade ao interpretar vários personagens no humorístico Zorra Total.
Muitos outros trabalhos e participações foram feitas por Nelson Freitas, como o Dança dos Famosos do Domingão do Faustão. Ao todo são mais de 30 trabalhos de Nelson Freitas na televisão incluindo a Rede Globo, SBT e Rede Manchete.
Nelson Freitas é casado com Maria Cristina Manella Cordeiro.

## Filmografia

### Televisão
| Ano     | Título                         | Papel                                                                                        | Nota                                                                                    |
| ------- | ------------------------------ | -------------------------------------------------------------------------------------------- | --------------------------------------------------------------------------------------- |
| 1978    | Maria, Maria                   | Carlos                                                                                       |                                                                                         |
| 1981    | Amizade Colorida               | Vidal                                                                                        | Episódio: " Das Dificuldades de Ser Homem"                                              |
| 1981    | Terras do Sem-Fim              | Cabo Lucas                                                                                   |                                                                                         |
| 1983    | Mário Fofoca                   | Policial                                                                                     | Episódio: "Um Fofoca de Proveta"                                                        |
| 1983    | Voltei Pra Você                | Mário                                                                                        |                                                                                         |
| 1984    | Partido Alto                   | Jorge                                                                                        |                                                                                         |
| 1990    | Rainha da Sucata               | Marcelo                                                                                      |                                                                                         |
| 1990    | Rosa dos Rumos                 | Augusto César                                                                                |                                                                                         |
| 1991    | Felicidade                     | Rogério                                                                                      |                                                                                         |
| 1991    | Ilha das Bruxas                | Washington                                                                                   |                                                                                         |
| 1992    | A História de O                | Rene                                                                                         |                                                                                         |
| 1993    | O Mapa da Mina                 | Roberto Lovatelli                                                                            |                                                                                         |
| 1994    | Você Decide                    | Júnior / Personagens                                                                         | Episódios: "O Terceiro Homem"; "Choque Mortal"; "A Expulsão do Paraíso"; "O Estripador" |
| 1995    | Irmãos Coragem                 | Gastão                                                                                       |                                                                                         |
| 1995    | Tocaia Grande                  | Adão                                                                                         |                                                                                         |
| 1996    | Salsa e Merengue               | Cristovão                                                                                    |                                                                                         |
| 1997-99 | Chiquititas                    | Dr. Fernando Brausen                                                                         | Temporadas 1-3                                                                          |
| 1999    | Malhação                       | Tony Tiger                                                                                   | Temporada 5                                                                             |
| 2000    | Uga Uga                        | Nilo                                                                                         |                                                                                         |
| 2001    | As Filhas da Mãe               | Clóvis                                                                                       |                                                                                         |
| 2001–15 | Zorra Total                    | Carretel / Viajante / Ovídeo / Leozinho / Pedro Álvares Cabral / DJ Dejei / Vima / Robonildo |                                                                                         |
| 2003    | Sítio do Picapau Amarelo       | Dicky                                                                                        | Episódio: "Zumpilion"                                                                   |
| 2004    | Sob Nova Direção               | Seu Cunha                                                                                    | Episódio: "Besuntada Por Você"                                                          |
| 2011    | Dança dos Famosos              | Participante                                                                                 | Temporada 8                                                                             |
| 2012    | Como Aproveitar o Fim do Mundo | Ramon Raposo (Raposo)                                                                        |                                                                                         |
| 2013    | O Dentista Mascarado           | Péricles                                                                                     | Episódio: "Mortos, Vão para o Céu da Boca Episódio: "Dentes Caninos Não Latem"          |
| 2015–17 | Zorra                          | Vários Personagens                                                                           |                                                                                         |
| 2016    | Segredos de Justiça            | Zé Pernambuco                                                                                | Episódio: "O Que os Olhos Não Veem"                                                     |
| 2017    | Show dos Famosos               | Participante                                                                                 | Temporada 1                                                                             |
| 2017    | Tempo de Amar                  | Bernardo da Fontoura                                                                         |                                                                                         |
| 2018    | Pais de Primeira               | Luís Fernando Siqueira                                                                       |                                                                                         |
| 2018–19 | O Tempo Não Para               | Livaldo Tácito de Faria (Lilico)                                                             | Episódios: "3 de dezembro–16 de janeiro"                                                |
| 2019    | Malhação: Toda Forma de Amar   | Montenegro                                                                                   | Episódios: "29 de julho–3 de outubro"                                                   |
| 2021    | Super Dança dos Famosos        | Participante (18° lugar)                                                                     | Temporada 18                                                                            |
| 2021    | Tô de Graça                    | Seu Almirante                                                                                | Participação Episódio: "Quem Te Viu, Quem Te Vê"                                        |
| 2024    | Geração Chiquititas            | Ele mesmo                                                                                    | Especial de fim de ano                                                                  |
| 2025    | Batalha do Lip Sync            | Participante                                                                                 | Temporada 4                                                                             |

### Cinema
| Ano  | Título                                       | Personagem              |
| ---- | -------------------------------------------- | ----------------------- |
| 2001 | Porto da Minha Infância                      | Pedro                   |
| 2006 | Acredite, um Espírito Baixou em Mim          | Lucas                   |
| 2006 | O Demoninho de Olhos Pretos                  | Luís                    |
| 2008 | Casamento Brasileiro                         | Allan Pierrot           |
| 2008 | Espiral!                                     | Marcos                  |
| 2010 | Muita Calma Nessa Hora                       | Pablo                   |
| 2013 | O Concurso                                   | Pai Preto               |
| 2014 | Muita Calma Nessa Hora 2                     | Pablo                   |
| 2016 | Vidas Partidas                               | Deputado Roberto Neves  |
| 2017 | Os Saltimbancos Trapalhões: Rumo a Hollywood | Prefeito Aurélio Gavião |
| 2018 | Tudo Acaba em Festa                          | Takai                   |
| 2019 | B.O.                                         | Produtor de cinema      |
| 2019 | Socorro, Virei uma Garota!                   | Nelson                  |
| 2020 | Algo de errado não está certo                | Celso Miquimba          |
| 2022 | Eike - Tudo ou Nada                          | Eike Batista            |
| 2024 | Licença para Enlouquecer                     | Carlos                  |

## Teatro
No teatro, Nelson Freitas participou das peças: "Uma Aventura Carioca","Amor de Quatro", "Corre que o Papai vem ai", "O Micofone" e em julho de 2007 subiu pela primeira vez sozinho no palco com: "Nelson Freitas e Vocês", cantando, dançando e atuando. E fazendo presença marcante nos musicais: "Blue Jeans", "Os Quatro Carreirinhas", "Os Sete Brotinhos","Relax ..., It´s a Sex". Em novembro de 2008, Nelson Freitas esteve em cartaz com o show: "Nelson Freitas vem ficar comigo", com a direção de Chico Anysio, em única apresentação no HSBC Brasil em São Paulo, a casa lotou: com mais de 2.000 pessoas.

## Vida acadêmica
Nelson Freitas cursou análise de sistemas no Rio de Janeiro, mas largou a faculdade para fazer teatro. Se graduou em Ciências Náuticas pela Escola de Formação de Oficiais da Marinha Mercante em 1983, habilitado como Oficial radiotécnico.

## Prêmios e indicações
| Ano  | Premiação                     | Categoria            | Indicação           | Resultado |
| ---- | ----------------------------- | -------------------- | ------------------- | --------- |
| 2023 | Festival Sesc Melhores Filmes | Melhor Ator Nacional | Eike - Tudo ou Nada | Indicado  |
| 2024 | Festival Sesc Melhores Filmes | Melhor Ator Nacional | Tração              | Pendente  |